# UEFA Women's Champions League 2022-2023 - Fase a eliminazione diretta
Questa voce raccoglie un approfondimento sulle gare della fase a eliminazione diretta dell'edizione 2022-2023 della UEFA Women's Champions League.

## Formato
Partecipano alla fase a eliminazione diretta le 8 squadre che si sono classificate al primo e al secondo posto nei rispettivi gruppi della fase a gironi della UEFA Women's Champions League.
Ogni turno della fase a eliminazione diretta, eccetto la finale, viene disputato in gara doppia (andata e ritorno), in modo che ogni squadra possa giocare una gara in casa. Si qualifica al turno successivo la squadra che nel computo totale realizza più gol. Come nella precedente edizione, non è più valida la regola dei gol in trasferta; pertanto, se al termine delle partite di andata e ritorno le due squadre hanno segnato in totale lo stesso numero di reti, il vincitore non è deciso da chi ha segnato più reti in trasferta, ma dalla disputa dei tempi supplementari e, in caso di ulteriore parità, tramite la disputa dei tiri di rigore. Nella finale, giocata in gara secca, se al termine dei tempi regolamentari il punteggio è di parità, si procede con la disputa dei tempi supplementari seguiti, eventualmente, dai tiri di rigore.
Il meccanismo del sorteggio per quarti di finale e semifinali prevede che sono "teste di serie" le 4 squadre vincitrici dei gironi di UEFA Women's Champions League, mentre non sono "teste di serie" le 4 seconde di ciascun gruppo. Ogni club della prima fascia ("teste di serie") viene sorteggiato con uno della seconda fascia ("non teste di serie") e, sempre tramite sorteggio, viene definita la squadra che ha il diritto di giocare in casa la gara di ritorno. Possono incontrarsi squadre provenienti dalla stessa federazione o dallo stesso girone di UEFA Champions League.

## Date
| Turno            | Sorteggio                | Andata                                    | Ritorno                                   |
| ---------------- | ------------------------ | ----------------------------------------- | ----------------------------------------- |
| Quarti di finale | 10 febbraio 2023, (Nyon) | 21-22 marzo 2023                          | 29-30 marzo 2023                          |
| Semifinali       | 10 febbraio 2023, (Nyon) | 22-23 aprile 2023                         | 27 aprile/1º maggio 2023                  |
| Finale           | 10 febbraio 2023, (Nyon) | 3 giugno 2023 al PSV Stadium di Eindhoven | 3 giugno 2023 al PSV Stadium di Eindhoven |

## Squadre partecipanti
Le squadre sono state suddivise nelle due urne, inserendo nell'urna 1 le quattro squadre prime classificate nella fase a gironi, mentre nell'urna 2 le quattro seconde classificate. Il sorteggio per definire la composizione dei gironi si è tenuto il 10 febbraio 2023.
| Legenda                                                 |
| ------------------------------------------------------- |
| Finaliste della UEFA Women's Champions League 2022-2023 |
| Eliminate in semifinale                                 |
| Eliminate ai quarti di finale                           |

| Gruppo | Testa di serie | Non testa di serie  |
| ------ | -------------- | ------------------- |
| A      | Chelsea        | Paris Saint-Germain |
| B      | Wolfsburg      | Roma                |
| C      | Arsenal        | Olympique Lione     |
| D      | Barcellona     | Bayern Monaco       |

## Partite

### Tabellone
|  | Quarti di finale    | Quarti di finale    | Quarti di finale | Quarti di finale | Quarti di finale |  |  | Semifinali      | Semifinali      | Semifinali | Semifinali | Semifinali |  |  | Finale     | Finale     | Finale |  |
|  |                     |                     |                  |                  |                  |  |  |                 |                 |            |            |            |  |  |            |            |        |  |
|  | Olympique Lione     | Olympique Lione     | 0                | 2 (3)            | 2                |  |  |                 |                 |            |            |            |  |  |            |            |        |  |
|  | Chelsea (dtr)       | Chelsea (dtr)       | 1                | 1 (4)            | 2                |  |  | Chelsea         | Chelsea         | 0          | 1          | 1          |  |  |            |            |        |  |
|  | Roma                | Roma                | 0                | 1                | 1                |  |  | Barcellona      | Barcellona      | 1          | 1          | 2          |  |  |            |            |        |  |
|  | Barcellona          | Barcellona          | 1                | 5                | 6                |  |  |                 |                 |            |            |            |  |  | Barcellona | Barcellona | 3      |  |
|  | Paris Saint-Germain | Paris Saint-Germain | 0                | 1                | 1                |  |  |                 |                 | Wolfsburg  | Wolfsburg  | 2          |  |  |            |            |        |  |
|  | Wolfsburg           | Wolfsburg           | 1                | 1                | 2                |  |  | Wolfsburg (dts) | Wolfsburg (dts) | 2          | 3          | 5          |  |  |            |            |        |  |
|  | Bayern Monaco       | Bayern Monaco       | 1                | 0                | 1                |  |  | Arsenal         | Arsenal         | 2          | 2          | 4          |  |  |            |            |        |  |
|  | Arsenal             | Arsenal             | 0                | 2                | 2                |  |  |                 |                 |            |            |            |  |  |            |            |        |  |

### Quarti di finale

#### Risultati
| Squadra 1           | Totale          | Squadra 2  | Andata | Ritorno     |
| ------------------- | --------------- | ---------- | ------ | ----------- |
| Bayern Monaco       | 1 - 2           | Arsenal    | 1 - 0  | 0 - 2       |
| Olympique Lione     | 2 - 2 (3-4 dtr) | Chelsea    | 0 - 1  | 2 - 1 (dts) |
| Roma                | 1 - 6           | Barcellona | 0 - 1  | 1 - 5       |
| Paris Saint-Germain | 1 - 2           | Wolfsburg  | 0 - 1  | 1 - 1       |

#### Andata
| Arbitro: | Ivana Projkovska |

|              |           |  |
| Schüller 39’ | Marcatori |  |

| Arbitro: | Iuliana Demetrescu |

|  |           |                |
|  | Marcatori | 34’ Paralluelo |

| Arbitro: | Tess Olofsson |

|  |           |            |
|  | Marcatori | 28’ Reiten |

| Arbitro: | Rebecca Welch |

|  |           |                    |
|  | Marcatori | 62’ (rig.) Janssen |

#### Ritorno
| Arbitro: | Riem Hussein |

|                                                    |           |               |
| Rolfö 11’, 45+2’ León 33’ Oshoala 46’ Guijarro 53’ | Marcatori | 58’ Serturini |

| Arbitro: | Marta Huerta de Aza |

|                             |           |  |
| Maanum 20’ Blackstenius 26’ | Marcatori |  |

| Arbitro: | Cheryl Foster |

|          |           |           |
| Popp 20’ | Marcatori | 30’ Diani |

| Arbitro: | Ivana Martinčić |

|                                  |                      |                                         |
| Mjelde 120+8’ (rig.)             | Marcatori            | 77’ Gilles 110’ Däbritz                 |
| Mjelde Kerr Fleming James Carter | Tiri di rigore 4 – 3 | Marozsán Hegerberg Renard Däbritz Horan |

### Semifinali

#### Risultati
| Squadra 1 | Totale | Squadra 2  | Andata | Ritorno     |
| --------- | ------ | ---------- | ------ | ----------- |
| Wolfsburg | 5 - 4  | Arsenal    | 2 - 2  | 3 - 2 (dts) |
| Chelsea   | 1 - 2  | Barcellona | 0 - 1  | 1 - 1       |

#### Andata
| Arbitro: | Jana Adámková |

|  |           |                  |
|  | Marcatori | 4’ Graham Hansen |

| Arbitro: | Kateryna Monzul' |

|                          |           |                            |
| Pajor 19’ Jónsdóttir 24’ | Marcatori | 45’ Souza 69’ Blackstenius |

#### Ritorno
| Arbitro: | Esther Staubli |

|                   |           |            |
| Graham Hansen 63’ | Marcatori | 67’ Reiten |

| Arbitro: | Lina Lehtovaara |

|                              |           |                                |
| Blackstenius 11’ Beattie 75’ | Marcatori | 41’ Roord 58’ Popp 119’ Bremer |

### Finale
| Arbitro: | Cheryl Foster |

|                             |           |                   |
| Guijarro 48’, 50’ Rolfö 70’ | Marcatori | 3’ Pajor 37’ Popp |